# Methania (schip, 1978)
De Methania was een lng-gastanker uit de vloot van Exmar. Het schip vervoerde vloeibaar aardgas, gekoeld tot – 162°, van de Algerijnse haven Arzew naar Zeebrugge.
Het schip werd ontworpen door Franck van Dycke. Het voer lange tijd onder Luxemburgse vlag, sinds 19 mei 2003 opnieuw onder Belgische vlag.
Bij de start was de terminal in Zeebrugge nog niet klaar en heeft het schip daarom een tijd in een Noorse fjord doorgebracht alvorens effectief te worden ingezet.
In juni 2005 heeft Distrigas het schip overgenomen, maar het operationeel beheer en de bemanning bleef in handen van "Exmar Shipmanagement". Exmar maakte in een persbericht een meerwaarde van 13 miljoen dollar bekend.
In Zeebrugge in 2008 werd het schip getroffen door de bliksem.
Na haar verkoop raakte de LNG-tanker steeds moeilijker aan werk ten gevolge van een toevloed aan nieuwe schepen in de industrie. In 2013 en 2014 werd het schip opgelegd in Brest en midden december 2014 meerde ze aan in Marseille aan de Wilson Quay, dichterbij het Algerijnse gas. Voor het onderhoud bleef een beperkte bemanning aan boord, doch miste de cruciale datum voor de 5-jaarlijkse inspectie op 17 oktober 2016. Die inspectie was in 2004 al eens eerder misgegaan in Spanje.
Het schip was te groot om in België te worden gesloopt, te groot om van Terneuzen naar Gent te kunnen varen.
Wirana Shipping, een in Singapore gevestigd bedrijf zou het schip hebben gekocht voor 180-190 US $ per ton, op dat moment was de bestemming nog ongewis. De Methania werd op 1 mei 2016 omgevlagd van België naar Saint Kitts en Nevis voor haar laatste reis, met als nieuwe naam Methani. Twee weken later arriveerde de Bluster, een Nederlandse sleepboot, in Marseille en nam het schip op sleep richting een Turkse sloopwerf. Onderweg werd een paar dagen ruzie gemaakt over de onbekende verontreinigingen, omdat zoals bekend dit soort schepen uit die tijd vol met asbest zat en in LNG-tankers zelfs radioactief afval. Het schip kreeg weer een nieuwe naam, Ethan. Maar uiteindelijk werd de Methania in 2016 gesloopt op het strand van Aliağa in Turkije.